# Hotel Hibiscus
Hotel Hibiscus (ホテル・ハイビスカス?, Hoteru Haibisukasu) è un manga di Miiko Nakasone ambientato ad Okinawa. Il manga è stato pubblicato saltuariamente sulla rivista Comic Morning, nell'edizione speciale di Big Comic e sulla rivista Comic Tom dall'editore Kōdansha dal 1986 al 1988. Nel 2002 ne è stato tratto un film cinematografico omonimo, diretto dal regista Yūji Nakae.

## Manga

### Trama
Sullo sfondo della Okinawa degli anni '80, si racconta la quotidianità e i rapporti affettivi dei membri di una famiglia che gestisce la surreale pensione Hotel Hibiscus.
Viene descritta, attraverso il punto di vista esclusivo dell'autore, originario della città, la storia del Paese con le sue abitudini, tradizioni e usi, la memoria della guerra e gli eventi legati alle basi militari. L'uso abbondante del dialetto è un'ulteriore peculiarità.

### Edizioni
Il manga ha avuto quattro edizioni in tankōbon in Giappone:
- Hotel Hibiscus, nella collana Kōdansha Morning KC sotto il nome di Miiko Tanikami, in 2 volumi, usciti rispettivamente a ottobre 1987 (ISBN 4063000265)[2] e a luglio 1989 (ISBN 4063000567)[3], fuori catalogo[1];
- Uchinānchu Hotel Hibiscus no hitobito (ウチナーンチュ ホテル・ハイビスカスの人々?, Uchinānchu Hoteru Haibisukasu no hitobito, lett. "I personaggi dell'Hotel Hibiscus di Okinawa"), casa editrice Ushio Shuppansha, collana Kibō Comics, a nome Mīko Nakasone (con Mīko scritto in katakana), un volume non completo pubblicato il 25 agosto 1993 (ISBN 4-267-90257-7)[4];
- Hotel Hibiscus, casa editrice Border Ink, 4 volumi, con le seguenti date di pubblicazione:
  1. 21 aprile 1997 (con il solo titolo Hotel Hibiscus senza numero, ISBN 4-938923-53-X)[5]
  2. 30 novembre 1998 (ISBN 4-938923-72-6)[6]
  3. 25 febbraio 2002 (ISBN 4-938923-72-6)[7]
  4. 20 marzo 2003 (ISBN 4-89982-038-0)[8];
- Hotel Hibiscus, casa editrice Shinchosha, edizione rilegata in volume unico uscita il 30 maggio 2003[1] (ISBN 4104603015).

## Film
Il film, del 2002, omette drasticamente gli aspetti negativi che riguardano Okinawa e la famiglia protagonista, come i problemi di nazionalità, le discriminazioni e la guerra, diventando una commedia brillante che ha come fulcro la protagonista Mieko.

### Trama
L'Hotel Hibiscus è un albergo da 4000 yen a notte, 3000 yen con la cucina tipica di Okinawa. Dispone di un'unica stanza per gli ospiti. È gestito dalla monella bambina di tre anni Mieko, dalla madre, una bella donna che sostiene l'intera famiglia lavorando in un bar, dal padre appassionato di biliardo e di sanshin (uno strumento a tre corde, tipico di Okinawa), dal fratellastro Kenji per metà afroamericano, dalla sorellastra Sachiko per metà europea e dalla nonna con la sigaretta sempre in bocca.
L'indaffarata Mieko parte alla ricerca del Kijimuna, lo spirito della foresta, accompagnata dai suoi migliori amici Gappai e Mintama.

### Distribuzione
Il film è uscito nelle sale giapponesi il 28 ottobre 2002. È stato proiettato fuori dal Giappone in occasione di alcuni festival:
- l'11 febbraio 2003 al Festival internazionale del cinema di Berlino;
- il 15 aprile 2003 al Festival internazionale del cinema di Hong Kong;
- il 16 febbraio 2005 in Ungheria;
- il 30 giugno 2010 al Gala Filmului Japonez in Romania;
- l'11 novembre 2011 al Japanese Film Festival in Russia.[9]

Il film è stato pubblicato nel mercato home video da Bandai Visual il 23 gennaio 2004 in formato VHS e DVD. Una versione in Blu-ray Disc è uscita il 24 luglio 2009, sempre edita da Bandai Visual.

### Riconoscimenti
- 2002 - Tokyo International Film Festival[13]
  - Premio speciale della giuria a Yūji Nakae
  - Nomination Tokyo Grand Prix a Yūji Nakae
- 2003 - Festival internazionale del cinema di Hong Kong[14]
  - Menzione speciale nel Firebird Award a Yūji Nakae
- 2003 - Mainichi Film Concours[15]
  - Miglior colonna sonora a Ken'ichirō Isoda